# Iunmin
| R23 | iwn |

| R23 | iwn |

Iunmin (también escrito como Yunmin, Iuenmin, Minuen) fue un chaty de la cuarta dinastía de Egipto, y al parecer era hijo del faraón Kefrén, aunque se desconoce el nombre de su madre. Alcanzó el cargo hacia el final de la dinastía, posiblemente durante el reinado de su hermano Micerinos.

## Tumba

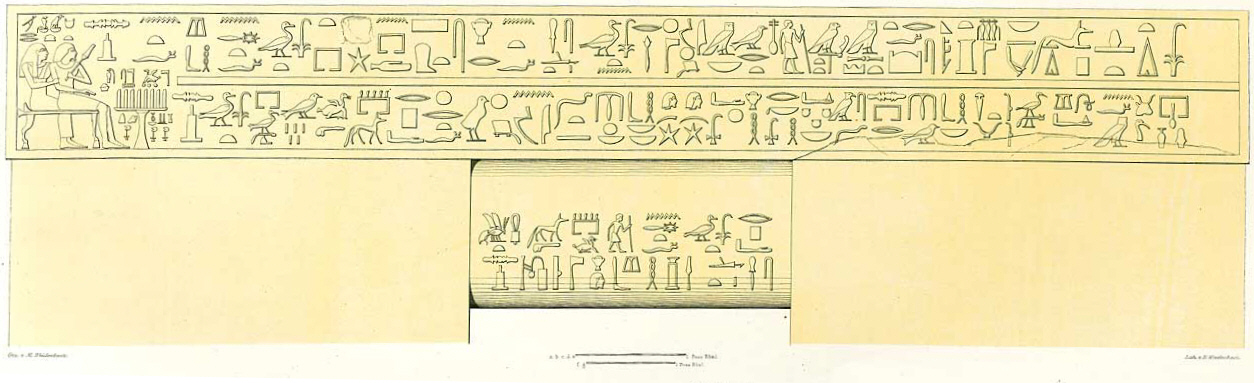
Puerta y arquitrabe de la tumba LG 92 según Lepsius

La tumba de Iunmin es la llamada G 8080 (= LG 92), ubicada en el Campo Central de la Necrópolis de Giza, y destaca de las tumbas vecinas debido a su enorme tamaño.
Tiene un gran porche, y en el dintel de la entrada figura su nombre y títulos, y también aparece el nombre de su esposa, Jamerernebti.
La tumba fue excavada en la roca en el acantilado occidental, mientras que la capilla y la fachada están hechas con piedra caliza. A la derecha del vestíbulo hay un paso a una pequeña antecámara que contiene dos puertas falsas sin inscripciones. Delante de éstas, hay dos huecos excavados (pozos) preparados para sacófagos (1547 y 1632).
También desde el vestíbulo se pasa al resto de la tumba y a la capilla exterior. A la izquierda de la capilla, un pasillo conduce a una serdab que posiblemente contuvo estatuas de madera, según indican los restos encontrados. En el suelo hay otro de otro pozo (1551) excavado.
En la capilla exterior hay una puerta que conduce a la interior. Ésta contiene dos pilares, y paso a otras dos cámaras: a la izquierda hay una con otro pozo excavado (1550), mientras que a la derecha hay una sala con una mesa de ofrendas. Detrás de los pilares hay otra pequeña cámara con otros dos pozos más (1549 y 1687).

### Decoración
La sala de columnas contiene una escena que muestra a Iunmin y a Jamerenebty ante una mesa de ofrendas. Iunmin se autodenomina príncipe heredero, jefe de la justicia y chaty, el mayor de los cinco en el templo de Tot e Iunmin, hijo del faraón.

### Pozos
- 1547 - se abre a una cámara funeraria que contiene un sarcófago de piedra caliza blanca que estaba vacío.
- 1632 - se abre a una cámara funeraria en la que hay un sarcófago excavado en el suelo y cubierto con una losa de piedra caliza. La cámara estaba vacía.
- 1550 - se abre a una cámara funeraria con un sarcófago excavado en el suelo. La tierra del pozo contenía huesos descompuestos.
- 1551 - se abre a una cámara de piedra labrada simple. No se encontró nada.
- 1549 - se abre en una cámara funeraria, tampoco se encontró nada.
- 1687 - se abre a una cámara de piedra labrada simple. Se encontraron restos de huesos humanos.[3]